# Кручение (алгебра)
В общей алгебре, термин кручение относится к элементам группы, имеющим конечный порядок, или к элементам модуля, аннулируемым регулярным элементом кольца.

## Определение
Элемент g группы G называется элементом кручения, если он имеет конечный порядок, то есть существует натуральное n, такое что gn = e, где e обозначат нейтральный элемент группы. Группа называется периодической (или группой кручения), если все её элементы являются элементами кручения, и группой без кручения, если единственный элемент кручения — нейтральный. Известно, что любая абелева группа является модулем над кольцом целых чисел; в частности, определение элемента кручения для неё можно переформулировать так: существует ненулевое целое число, такое что умножение на это число переводит данный элемент в ноль. Это мотивирует следующее определение:
Элемент m модуля M над кольцом R называется элементом кручения, если существует ненулевой регулярный элемент r кольца R (то есть элемент, не являющийся левым или правым делителем нуля), аннулирующий m, то есть такой, что rm = 0. В случае работы с целостным кольцом предположение регулярности можно отбросить. Аналогичным образом определяются модуль кручения и модуль без кручения. В случае, если кольцо R коммутативно, можество всех элементов кручения модуля M образует подмодуль, называемый подмодулем кручения (в частности, для модуля над Z он называется подгруппой кручения).
Более общо, пусть M — модуль над кольцом R и S — мультипликативно замкнутая система кольца. Элемент m модуля M называется элементом S-кручения, если существует элемент мультипликативной системы, аннулирующий m. В частности, множество регулярных элементов кольца является наибольшей мультипликативной системой.

## Примеры
- Пусть M — свободный модуль над кольцом R, из определения немедленно следует, что M является модулем без кручения. В частности, векторные пространства не имеют кручения.
- В модулярной группе любой нетривиальный элемент кручения либо имеет порядок 2 и является сопряженным с S, либо имеет порядок 3 и является сопряжённым с ST. Элементы кручения здесь не образуют подгруппу: например, S · ST = T, а T имеет бесконечный порядок.
- Абелева группа {\displaystyle \mathbb {Q} /\mathbb {Z} } (которую можно представлять себе как группу поворотов окружности на угол, соизмеримый с длиной окружности) является группой кручения. Этот пример можно обобщить следующим образом: если R — коммутативное кольцо, а Q — его поле частных, то Q/R является группой кручения.
- Пусть задано векторное пространство V над полем F с линейным оператором. Если естественным образом рассматривать это пространство как F(x)-модуль, то этот модуль является модулем кручения (по теореме Гамильтона-Кэли, или просто из-за того, что пространство конечномерно).

## Случай области главных идеалов
Пусть R — область главных идеалов, и M — конечнопорождённый R-модуль. Согласно соответствующей структурной теореме, этот модуль можно разложить в прямую сумму
{\displaystyle M\simeq F\oplus T(M),}
где F — свободный R-модуль, а T(M) — подмодуль кручения модуля M. Для модулей, не являющихся конечнопорождёнными, такого разложения, вообще говоря, не существует: даже подгруппа кручения абелевой группы не обязательно является прямым слагаемым.

## Кручение и локализация
Пусть R — область целостности с полем частных Q, а M — R-модуль. Тогда можно рассмотреть Q-модуль (то есть векторное пространство)
{\displaystyle M_{Q}=M\otimes _{R}Q.}
Существует естественный гомоморфизм {\displaystyle a\mapsto a\otimes 1} из абелевой группы M в абелеву группу MQ, и ядро этого гомоморфизма — в точности подмодуль кручения. Аналогично, для локализации кольца R по мультипликативной системе S
{\displaystyle M_{S}=M\otimes _{R}R_{S},}
ядро естественного гомоморфизма — это в точности элементы S-кручения. Таким образом, подмодуль кручения можно понимать как множество тех элементов, которые отождествляются при локализации.

## Кручение в гомологической алгебре
Понятие кручения играет важную роль в гомологической алгебре. Если M и N — модули над коммутативным кольцом R, функтор Tor позволяет получить семейство R-модулей Tori(M,N). При этом модуль S-кручения модуля M естественно изоморфен Tor1(M, RS/R). В частности, из этого сразу следует, что плоские модули являются модулями без кручения. Название Tor является сокращением от английского torsion (кручение).